# Theodor Reye

Karl Theodor Reye (ca. 1900)

Karl Theodor Reye (* 20. Juni 1838 in Ritzebüttel bei Cuxhaven; † 2. Juli 1919 in Würzburg) war ein deutscher Mathematiker.

## Leben und Wirken
Reye ging in Hamburg auf die Gelehrtenschule des Johanneums und studierte zunächst Maschinenbau am Polytechnikum in Hannover und in Zürich, wo er sich unter dem Einfluss von Rudolf Clausius der theoretischen Physik zuwandte. Er ging nach Göttingen, wo er unter anderem Bernhard Riemanns Vorlesungen hörte und 1861 promoviert wurde (Die mechanische Wärmetheorie und das Spannungsgesetz der Gase). Er lehrte danach am Polytechnikum Hannover und ab 1863 in Zürich am Eidgenössischen Polytechnikum zunächst als Privatdozent und ab 1867 als Professor.
Über die Graphische Statik von Karl Culmann lernte er die projektive Geometrie kennen in Gestalt von Karl von Staudts schwer verständlichem Werk, das er in einem erst zwei- und dann dreibändigen Lehrbuch Geometrie der Lage (1866, 1868) darstellte. Das Buch erlebte bis 1923 sechs Auflagen und wurde auch ins Englische, Französische und Italienische übersetzt. Daraufhin wurde er 1870 auf den Lehrstuhl für Geometrie und Graphische Statik am neu gegründeten Polytechnikum in Aachen berufen. 1872 wechselte er an die ebenfalls neu gegründete Universität Straßburg, wo er neben Elwin Bruno Christoffel Mathematik lehrte. 1886/87 war er Rektor der Universität. 1909 emeritierte er. 1918 wurde er nach dem Ende des Ersten Weltkriegs vertrieben und zog zu seiner Tochter nach Würzburg.
Reye behandelte die projektive Geometrie auf synthetischer Grundlage. Nach ihm ist die Reyesche Konfiguration (aus 12 Punkten, 16 Geraden, 12 Ebenen) benannt. Neben der Geometrie der Lage schrieb er auch ein Buch über Kugelgeometrie (Synthetische Geometrie der Kugeln 1879).
Neben Geometrie beschäftigte er sich auch mit Meteorologie. Ein Buch über Wirbelstürme (1872, 2. Auflage 1880) verschaffte ihm sogar einen Ruf an die neu gegründete Seewarte in Hamburg.
1877 wurde er zum korrespondierenden Mitglied der Göttinger Akademie der Wissenschaften gewählt.